# Ignacio Ellacuría Beascoechea

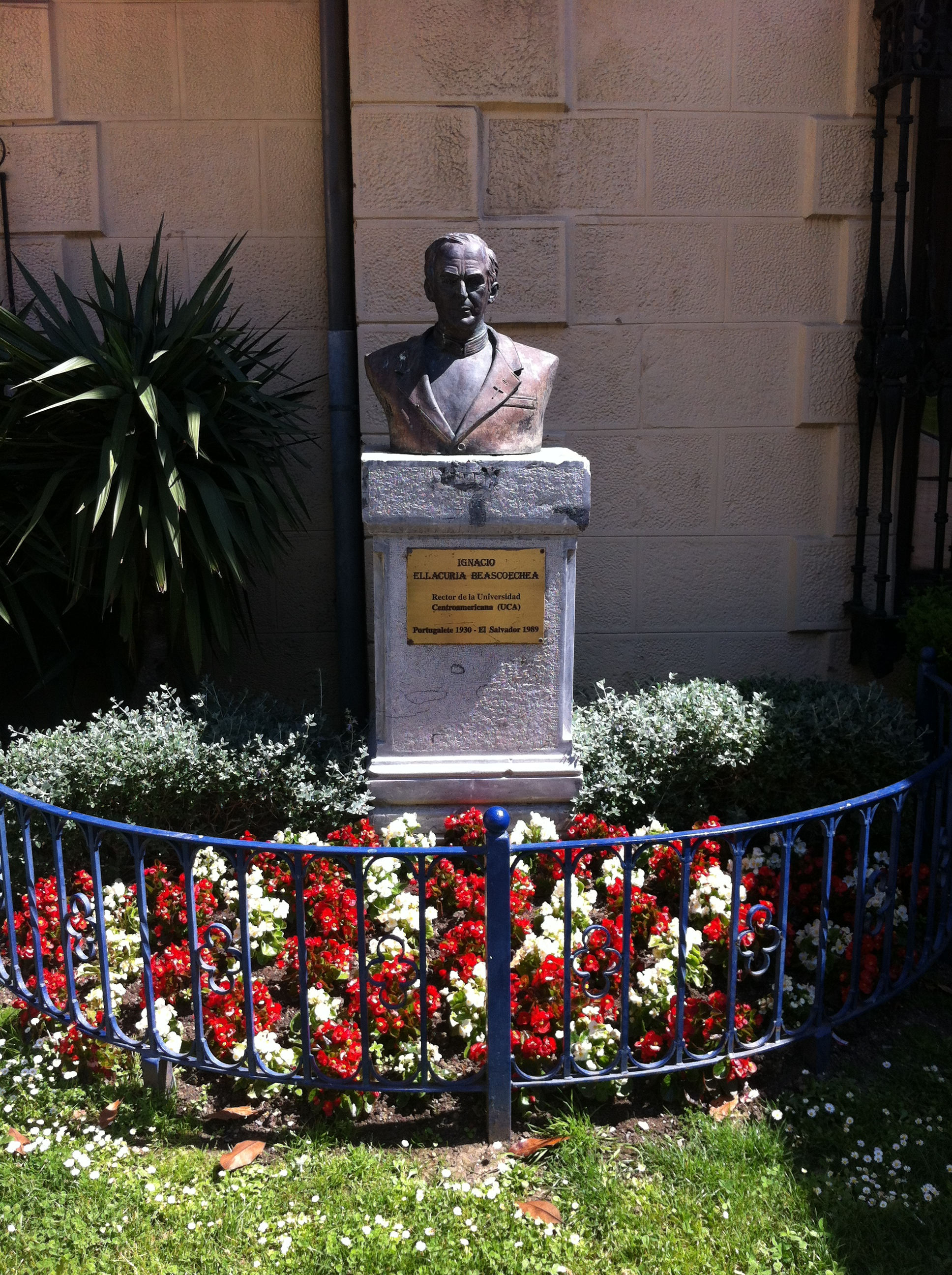
Bust d'Ignacio Ellacuría a Portugalete

Ignacio Ellacuría Beascoechea (Portugalete, Biscaia, 9 de novembre de 1930 - San Salvador, El Salvador, 16 de novembre de 1989) fou un filòsof, escriptor i teòleg basc, naturalitzat salvadorenc, assassinat per militars salvadorencs. És un dels màrtirs de la UCA.

## Vida

### Inici
Va néixer a Portugalete, província de Biscaia, el 9 de novembre de 1930, on va fer els estudis primaris. Va cursar el batxillerat al Col·legi dels Jesuïtes de Tudela (Navarra). I, des de molt aviat, l'autoritat i disciplina del seu pare, oftalmòleg, va marcar la pauta de la seva educació severa i robusta, de cert estil elegant i auster, comú als seus altres quatre germans, tots homes.

### Anys de formació
Als 17 anys, el 14 de setembre de 1947, va ingressar al noviciat de la Companyia de Jesús a Loiola, Santuari i Centre d'Estudis proper a Azpeitia (Guipúscoa). El 1949 el van enviar a El Salvador, al noviciat de Santa Tecla, on va tenir de mestre Miguel Elizondo i on va fer la seva primera professió de vots. Va completar els estudis d'Humanitats i va estudiar Filosofia a Quito, on va conèixer Aurelio Espinosa Pólit i Ángel Martínez Baigorri, poeta. El 1955 es va llicenciar en Filosofia. I, entre 1955 i 1958 va exercir de formador de seminaristes diocesans al Seminari de San José de la Montaña (San Salvador).
A la Universitat d'Innsbruck, va estudiar Teologia. Un dels seus mestres influents va ser el professor Karl Rahner. Ordenat prevere a Innsbruck, el 26 de setembre de 1961, va fer els últims vots com a jesuïta el 1962, al seu poble natal.
De 1962 a 1965 va estudiar per al doctorat a Madrid, a la Universitat Complutense, sota la direcció de Xavier Zubiri, el qual sempre va considerar com el continuador de la seva obra. La seva tesi doctoral a la Universitat Complutense (Madrid, 1965) porta per títol:  La principialidad de l'essència en Xabier Zubiri  –obra encara inèdita, que requereix una edició crítica–. Va fer també els cursos de doctorat en teologia, però no va presentar la tesi, tot i que se sap que la seva principal preocupació era Déu i la realitat històrica.

### Activitat acadèmica
El 1967 va tornar a El Salvador per incorporar-se a la Universitat Centroamericana (UCA) "José Simeón Canyes" com a professor. Va mantenir la col·laboració amb Xavier Zubiri i viatjà sovint a Espanya. Però la Conferència de Medellín (II Conferència de l'Episcopat Llatinoamericà, de 1968) marcà també la seva reflexió i producció teològica, orientada cap a la teologia de l'alliberament.
Des de 1968 fins que el van assassinar, va ser membre de l'equip rectoral, denominat Junta de Directors de la Universitat de l'UCA, de la qual fou un qualificat motor fins i tot abans de ser el rector. Ja el 1969 va aconseguir que l'UCA assumís la revista d'Estudis Centre Americans (ECA), en la qual publicà molts dels seus articles filosòfics, teològics i polítics. De 1970 a 1973 va ser el responsable de la formació dels joves jesuïtes de la Província Centroamericana, càrrec que el portà a conèixer al pare Arrupe, general dels Jesuïtes, defensor del principi de l'encarnació en el treball pastoral, amb qui sempre va mentenir una relació d'afinitat.
El 1972 el van nomenar director del Departament de Filosofia (ja que l'UCA no té Facultat de Filosofia), i el 1973 publiàa el llibre Teologia política, obra que s'edità posteriorment en anglès, a Nova York, el 1976, sota el títol Freedom Made Flesh : The Mission of Christ and His Church.
El 1974 va fundar el Centre de Reflexió Teològica a l'UCA. El 1975 participà en l'homenatge a Karl Rahner, sintetitzant en un assaig les denominades Tesis sobre possibilitat, necessitat i sentit d'una Teologia Llatinoamericana.

### Cop d'estat a El Salvador
El 1976 Ellacuría fou nomenat director de la Revista d'Estudis Centroamericanos (ECA). La publicació del famós editorial A sus órdenes, mi capitál va ocasionar la retirada del suport econòmic del Govern salvadorenc a l'UCA, cosa que va provocar, a més, una clara violència paramilitar contra la Universitat, a la qual sempre Ignacio Ellacuría va voler autònoma, respecte del poder civil i eclesiàstic, sobretot a partir de l'any 1979, en el qual va ser nomenat rector, dos anys després de l'assassinat de Rutilio Gran quan Ellacuría era a Espanya. El fet va sacsejar espiritualment i intel·lectual la comunitat dels jesuïtes i va produir una transformació interior en la persona de l'arquebisbe Óscar Romero. Ellacuría va viure el seu "primer desterrament". Des del 12 març 1977 tots els jesuïtes foren amenaçats de mort. Ellacuría va tornar a El Salvador a l'agost de 1978.
El 1979 es produí un cop d'estat de la Junta de Govern a El Salvador. Fracassà aquest intent i es desencadenà una cruel violència i guerra al país. El 1980, el 24 de març, van assassinar l'arquebisbe Óscar Romero durant l'eucaristia. I, a la fi d'aquest mateix any de 1980, Ellacuría va sortir de nou, aquesta vegada "desterrat" a Espanya, sota la protecció de l'Ambaixada Espanyola. Des de llavors, Ellacuría va aprofitar els viatges a Espanya per deixar sentir la seva veu a Europa i activar la publicació d'algunes obres de Zubiri.
Entre 1980 i 1983 es va publicar la trilogia de Xavier Zubiri: Inteligencia sentiente (Alianza Editorial, Madrid 1980), Inteligencia y logos (Alianza Editorial, Madrid 1982) i Inteligencia y razón (Alianza Editorial, Madrid 1983). Des de 1980, El Salvador viurà una llarga Guerra Civil de dotze anys, en el transcurs dels quals la guerrilla s'enfrontarà permanentment a l'Exèrcit Nacional. I ja el 1981 Ignacio Ellacuría va plantejar obertament la solució negociada al conflicte.
Després de la mort de Zubiri (any 1983), Ellacuría fou nomenat director del Seminari Xavier Zubiri.
L'any 1984 publicà a Espanya un llibre que interpel·lava l'Església institució: Conversión de la Iglesia al Reino de Dios. Amb Jon Sobrino fundà la Revista Latinoamericana de Teología. El 1985, amb monsenyor Rivera i Dames va mediar per aconseguir l'alliberament de la filla del president Duarte, segrestada per la Guerrilla, i de 22 presos polítics. I, el 1986, va continuar insistint en la necessitat d'una sortida negociada al conflicte civil d'El Salvador.
A Espanya, amb motiu de la primera trobada de religions abrahàmiques que va tenir lloc a Còrdova el 1987, va expressar públicament la necessitat de trobar una perspectiva i bases comunes per superar positivament els conflictes. La seva ponència en aquella trobada va ser un Aporte de la teología de la Liberación a las religiones abrahámicas en la superación del individualismo y el positivismo. De fet, aquell mateix any, durant l'estiu, amb motiu d'unes Jornades de reflexió i diàleg celebrades a la Biblioteca de la Universidad Iberoamericana de La Rábida (Huelva), sobre les implicacions socials i polítiques de la Teologia de l'Alliberament, Ignacio Ellacuría va tornar a reiterar públicament la mateixa idea, instant la reconciliació, per tal de fer possible un procés de democràcia real i de convivència pacífica. En aquells moments, Espanya i Europa eren el lloc idoni per expressar en veu alta el seu pensament, per tal que arribés als centres de decisió i de poder internacional.
A primers de novembre de 1989 Ellacuría va rebre a Barcelona el Premi de la Fundació Comín, atorgat a l'UCA de San Salvador. Mentrestant, el Govern d'aquell país temia no poder frenar la pressió de la guerrilla a la mateixa capital de San Salvador.

### Retorn a El Salvador i assassinat
Ellacuría va avançar el seu retorn a El Salvador sobre el 13 de novembre, per intentar intervenir una vegada més en pro de la pau i la convivència. Però, com a altaveu de la Teologia de l'Alliberament, i atès el seu prestigi intel·lectual i la seva valent denúncia de la situació del país, com a defensor de l'alliberament del poble i de les majories populars, s'havia guanyat l'enemistat d'alguns sectors financers i militars que el van amenaçar amb insistència per fer callar la seva veu.
El 16 de novembre de 1989 el va assassinar un escamot del batalló Atlácatl de la Força Armada del Salvador, sota les ordres del coronel René Emilio Ponce, a la residència de la Universitat, juntament amb els jesuïtes Ignacio Martín Baró, Segundo Montes, Amando López, Juan Ramón Moreno, Joaquín López i López. Van ser també assassinades Elba Julia Ramos, persona al servei de la Residència, i la filla d'aquesta, Celina, de 15 anys. Avui, el cos d'Ignacio Ellacuría jeu enterrat a la capella de l'UCA.

### Edicions pòstumes de la seva obra
La seva obra Filosofía de la realidad histórica, la va editar post mortem el professor de filosofia Antonio González, publicada per UCA Editors del Salvador el 1990. En l'obra queda patent "a manera de conclusió" que "la veritat de la realitat no és allò ja fet, això només és una part de la realitat. Si no tornem al que s'està fent i al que hi ha per fer, se'ns escapa la veritat de la realitat...". El text reprodueix el que es deia en un assaig d'Ellacuría sobre "l'objecte de la filosofia". Per a Ignacio Ellacuría "cal fer la veritat... fer aquella realitat que, en joc de praxi i teoria, es mostra com a veritable."
En definitiva, aquesta va ser la constant intel·lectual i pràctica d'Ignacio Ellacuría: tenir clar que "la realitat i la veritat s'han de fer i descobrir-se, i que han de fer-se i descobrir en la complexitat col·lectiva i successiva de la història, de la humanitat" .

## L'obra d'Ellacuría
Ignacio Ellacuría va publicar en vida anàlisis conjunturals de la realitat salvadorenca i articles sobre filosofia i teologia. Es va negar a publicar llibres a l'editorial universitària, ja que considerava antiètic fer-ho, atesa la seva posició a l'UCA. Els seus llibres es van publicar pòstumament: Filosofía de la realidad históric, Veinte años de historia en El Salvador. Escritos políticos (tres volums), Escritos filosóficos (tres volums), Escritos teológicos (tres volums) i Escritos universitarios són, majoritàriament, compilacions d'escrits dispersos, ben agrupats temàticament. Sota el títol Voluntad de liberación, el filòsof salvadorenc Héctor Samour sistematitza les característiques principals del pensament d'Ellacuria. En la seva obra, La teología histórica de Ignacio Ellacuría, el teòleg espanyol José Sols Lucia presenta en profunditat el pensament teològic d'Ellacuría, en la seva doble versió de Teologia Sistemàtica i de Teologia Fonamental. Una presentació breu i sintètica de la vida i pensament d'Ignacio Ellacuría es troba en un quadern d'aquest mateix autor, Josep Sols Lucia, El legado de Ignacio Ellacuría.
Ellacuría no és simplement el deixeble o el divulgador de Xavier Zubiri. La seva originalitat radica en l'aplicació de la filosofia de la realitat de Zubiri al problema de l'alliberament dels pobles iberoamericans.

### Teologia de l'alliberament
Les principals conclusions que Ellacuría extreu per a la Teologia de l'Alliberament són:
1. El Jesús històric, indefens encara que jutjat, no va ser mort per confusió dels seus enemics (com tampoc va passar amb l'assassinat d'Ignacio Ellacuría), sinó perquè era una amenaça contra l'ordre social establert.
2. El Jesús històric no predica un Regne de Déu abstracte o transcendent, en el més enllà, sinó concret, en la Realitat, enmig d'un món estructuralment contradictori i injust.
3. El que va ser la vida de Jesús (també la d'Ignacio) representava una oposició al món i als poders del seu temps. La fe en aquest tipus de vida implica un seguiment i compromís, implica mantenir la torxa de l'amor i la justícia enfront de l'odi i l'opressió.

Hi ha, doncs, una denúncia, un anunci i un testimoni fins a la mort. En definitiva, i com diria el mateix Ignacio Ellacuría en ¿Por qué muere Jesús y por qué lo matan?: "La commemoració de la mort de Jesús fins que torni no es realitza adequadament en una celebració cultual i mistèrica ni en una vivència interior de la fe, sinó que ha de ser celebració creient d'una vida que segueix els passos de qui va ser mort violentament pels qui no accepten els camins de Déu, tal com han estat revelats en Jesús". Hi ha, doncs, una invitació al seguiment com a opció ètica, que porta al compromís. Vivia com pensava. Pensava com vivia d'acord amb l'opció evangèlica i es va fer realitat en ell el que el mateix expressà sobre Jesús i la seva mort. Per aquest motiu la seva memòria porta sobretot a celebrar el testimoni excepcional en la recerca de la veritat.
Amb Ignacio Ellacuría, si volem comprendre'l "des de dins" i des de la seva pròpia opció i experiència, hem d'endinsar-nos en tres grans preocupacions seves: la defensa de les majories populars i els pobles oprimits, la Universitat com un instrument al servei de les majories i la funció alliberadora de la Filosofia.